# جعبه احمق‌ها (فیلم)
جعبه احمق‌ها (به انگلیسی: Idiot Box) فیلمی محصول سال ۱۹۹۶ و به کارگردانی دیوید سزار است. در این فیلم بازیگرانی همچون بن مندلسون، جرمی سیمز، رابین لوآ، سلیا ایرلند و گریم بلوندل ایفای نقش کرده‌اند.